# Уилсон, Бадж
Бадж Уилсон (англ. Budge Wilson; 2 мая 1927 года — 19 марта 2021) — канадская писательница, автор многочисленных книг для детей. Она провела своё детство и юность в Новой Шотландии и после окончания факультета философии и психологии в Университете Далхаузи и более двадцати лет жизни в Онтарио, в 1989 году она вернулась жить в Новую Шотландию. Она работала учителем, фотографом и более 20 лет инструктором по фитнесу. В 1984 году была написана её первая книга. Она написала и опубликовала более 32 книг, в основном это романы для детей, переведённые на 10 языков и изданные в 13 странах, за которые она получила 25 наград.
В 2008 году, с согласия наследников Люси Мод Монтгомери, она опубликовала приквел к книге «Аня из Зелёных Мезонинов» по случаю столетия со дня издания оригинала. Эта книга была экранизирована в виде аниме «Здравствуй Аня! Что было до зелёных крыш» японской студией Nippon Animation в 2009 году.

## Биография
Бадж Марджори Уилсон (девичья фамилия — Арчибальд), CM ONS (родилась 2 мая 1927 г.) является весьма известным канадским автором.
Бадж Уилсон родилась в Галифаксе и выросла в Новой Шотландии, она является дочерью Мэйнерда Брауна Арчибальда и Елены (Дастан) МакГрегор Арчибальд. Бадж окончила факультет философии и психологии в Университет Далхаузи и получила степень бакалавра. Она написала 33 книги, её первая работа была опубликована в 1984 году. За свои работы получила награды, среди которых: 23 премии «Наш выбор» от Канадского центра детской книги, первый приз на Литературном конкурсе Канадской вещательной корпорации, книжная премия от города Дартмут, книжная премия за лучшую юношескую книгу от Канадской библиотечной ассоциации, премию Марианны Дэмпстер, две награды Ann Connor Brimer. В 2004 году она была награждена Орденом Канады. Бадж Уилсон получила Алмазную юбилейную медаль от королевы Елизаветы II в июне 2012 года.
Её последняя работа — «Что было до Зелёных крыш», праздничный релиз к столетию серии книг об Энн Ширли.